# علم الكواكب
علم الكواكب هو دراسة الحفريات القديمة والنيازك ذات الصلة بأصل الحياة وأنظمة التربة الكوكبية المختلفة. إنه فرع من علم التربة (علم التربة) يهتم بتربة الماضي الجيولوجي البعيد والأجسام الكوكبية الأخرى لفهم مكانتنا في الكون. التعريف الجيولوجي للتربة هو «مادة على سطح جسم كوكبي تم تعديلها في مكانها بواسطة عمليات فيزيائية أو كيميائية أو بيولوجية». يتم تعريف التربة أحيانًا بالنشاط البيولوجي ولكن يمكن أيضًا تعريفها على أنها أسطح كوكبية تم تغييرها في مكانها بواسطة عمليات بيولوجية أو كيميائية أو فيزيائية.من خلال هذا التعريف، يصبح السؤال بالنسبة لتربة المريخ والحقراء القديمة، هل كانت على قيد الحياة؟ ندوات علم الفلك هي نقطة تركيز جديدة للاجتماعات العلمية حول علوم التربة.أدت التطورات في فهم الآليات الكيميائية والفيزيائية لتكوُّن التربة على أجسام كوكبية أخرى جزئيًا إلى قيام الجمعية الأمريكية لعلوم التربة (ج ع ت م) في عام 2017 بتحديث تعريف التربة إلى: «طبقة (طبقات) المعادن السائبة و / أو العضوية بشكل عام المواد التي تتأثر بعمليات فيزيائية وكيميائية و / أو بيولوجية على سطح الكوكب أو بالقرب منه وعادة ما تحتوي على سوائل وغازات ونباتات نباتية ونباتات داعمة».

## القمر
سطح القمر مغطى بالثرى القمري، وهو عبارة عن مزيج من الغبار الناعم والحطام الصخري الناتج عن اصطدامات النيزك، والتي تعتبربالتالي تربة القمر. وقد وجد رواد الفضاء القليل من عينات الصخور لالتقاطها على أسطح الثرى الناضجة. وتم كسر جميع الصخور وتحويلها إلى تربة ناعمة بسبب القصف النيزكي الصغير على مدى المليار سنة الماضية. الجزء الأكبر من الثرى القمري عبارة عن تربة رمادية ناعمة وبريشيا وشظايا صخرية من الأساس الصخري المحلي. وتتفكك الهجمات المستمرة عن طريق النيازك الدقيقة التي تذيب جزيئات التربة. وهذا الذوبان، الممزوج بالشظايا الحجرية، يقوم بتشكيل مجموعات غير منتظمة والتي تدعى بالتراص. وقد جد الاستكشاف القمري جميع المعادن الأساسية لكي تنمو النباتات بكميات كافية.وكذلك أكتشف وجود مادة عضوية على شكل أحماض أمينية في عينات قمرية من بعثات أبولو، لكن الأدلة النظيرية والجزيئية لهذه المركبات تشير إلى أن المصدرهو التلوث الأرضي.

## المريخ

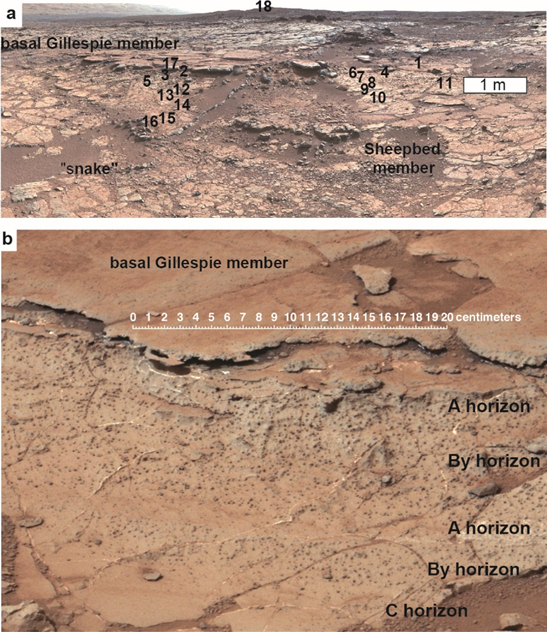
3.7 مليار سنة من الحفريات القديمة في خليج يلونايف ، غيل كريتر ، المريخ ، من كيوريوسيتي روفر

إن الأدلة على وجود حمقى في المريخ مستمدة من تحقيقات الاستشعار عن بعد في الموقع وفي المدار على حد سواء عن سطح المريخ. وقد أظهرت التحليلات الكيميائية / علم المعادن في الموقع (مختبر علوم المريخ) والصور (Mastcam، MAHLI) من مسبار مركبة الفضول في فوهة غيلعلى المريخ أوجه تشابه مع آفاق التربة وهياكل التربة الموجودة على الأرض. تتضمن الأدلة المورفولوجية سمات التربة مثل التغيير التدرجي والتطبق التمزق بفعل التشققات والعروق المتوسعة، بما يتوافق مع الذوّاق في التربة الصحراوية، والبنى المقوّرة الزاوية، وقطع السفين الرملية، والأفق الغنائي الضحل، والهيكل الفقاعي.لقد تم التعرف على هياكل مثل تلك الموجودة في التربة الصحراوية للأرض بسبب إنتاج الغاز الميكروبي بعد هطول الأمطار (بنية فقرية) على كوكب المريخ، ولكن لم يتم الحصول بعد على دليل قاطع على الحياة على كوكب المريخ. وتظهر تركيزات المعادن الموجودة داخل الحمقى أن تجوية الأوليفين تؤدي إلى سمكيت واستنزاف متواضع للفسفور. تشبه هذه التجوية الهيدرية التجوية الموجودة على الأرض. إن السمات الكيميائية والمشكلية لبلول خليج يلوسكين هي خط جديد من الأدلة بالنسبة للالمناخ القديم (3.7 ± 0.3 جيجا) على كوكب المريخ، ويتم تفسيرها على أنها تتكون في ظل مناخ paleoclimate شديد الجفاف.ويشير التأريخ الإشعاعي إلى أن البالوز في خليج يلوسكين يبلغ عمره 3.7 مليار سنة (± 0.3 مليار سنة) ويكشف عن تغير من الظروف «الدافئة والمبتلة» المحتملة في منطقة نوشايان المبكرة (~ 4.1-3.9 جيجا) إلى مناخ قاحل وبارد شديد مع تكوُّن محدود للتربة.
اكتشف الاستشعار عن بعد لسطح المريخ بواسطة أداة CRISM التابعة لمركبة استكشاف المريخ (MRO) ومقياس رسم الخرائط المعدني بالأشعة تحت الحمراء (OMEGA) وجود طين فيلوسيليكات ثنائي الاوكتاهدرا وثلاثي الاوكتاهدرا في آلاف المواقع عبر سطح الكوكب. يُشتق التوصيف المداري لعلم المعادن المريخي بشكل أساسي من أطياف الصخور التي تحتوي على معادن طينية مرئية / قريبة من الأشعة تحت الحمراء (VNIR). تشمل هذه المناطق Gale Crater و Mawrth Vallis و Oxia Planum و Nili Fossae ، من بين مناطق أخرى، ويعود تاريخها إلى 4.0-3.7 Ga. هناك فرضيتان لشرح تكوين وتوزيع طين فيلوسيليكات على المريخ: (1) النشاط تحت السطحي والنشاط الحراري المائي و / أو التحلل الذي ينتج عنه phyllosilicates ثلاثي الأوكتاهدرا، و (2) التجوية الكيميائية السطحية / تحت الجوية، على سبيل المثال، التولد الذي ينتج phyllosilicates ثنائي الاوكتاهدرا. الأهم من ذلك، أن بعض هذه المناطق (Mawrth Vallis و Oxia Planum) بها ملامح تجوية لـ Al-smectites متراكبة بواسطة Fe / Mg smectites (وكلها تبدو ثنائية الأوكتاهدرا)، ثم أطوار بلورية / غير متبلورة بشكل سيئ مثل الألوفان والإيموجوليت. يتم توج هذه الملامح التجوية بواسطة رواسب نارية تقدر بـ 3.7-3.6 جيجا والتي قد تكون رواسب من الحمم البركانية أو حجر رملي مافيك، على غرار الباليوسولات المدفونة تحت الرواسب النارية على الأرض. يبدو أن هذه المقاطع الطبقية يصل سمكها إلى 200 متر، مع طبقات فردية بسماكة 10 أمتار أو أقل. تعكس هذه الطبقة التبريدية المحتملة لـ Noachean Mars وتجفيفها، وقد تحافظ على المواد العضوية أو غيرها من البصمات الحيوية بسبب محتوى الطين المرتفع بشكل استثنائي (حوالي 50 ٪ بالوزن) وعلم المعادن الطيني (2: 1 سمكتايتس) لهذه الصخور المدفونة.

## زراعة النباتات على القمر والمريخ
تحتوي التربة على المريخ على العناصر الغذائية المطلوبة التي تحتاجها النباتات للبقاء على قيد الحياة. تم اكتشاف الأكسجين والكربون والهيدروجين والنيتروجين والبوتاسيوم والفوسفور والكالسيوم والمغنيسيوم والكبريت والحديد والمنغنيز والزنك والنحاس والموليبدينوم والبورون والكلور على تربة المريخ أو في النيازك المريخية. اعتمادًا على الموقع الدقيق، قد يلزم إضافة الأسمدة إلى التربة. قدمت استكشافات القمر والمريخ معلومات حول التركيب المعدني للتربة على القمر والمريخ. يبدو أن جميع المعادن الأساسية لنمو النباتات موجودة بكميات كافية في كلتا التربتين ربما باستثناء النيتروجين التفاعلي. النيتروجين في شكل تفاعلي (NO3 ، NH4) هو أحد المعادن الأساسية الضرورية لنمو النبات تقريبًا. المصدر الرئيسي للنيتروجين التفاعلي على الأرض هو تمعدن المادة العضوية. النيتروجين في شكل تفاعلي (NO3 ، NH4) هو أحد المعادن الأساسية الضرورية لنمو النبات تقريبًا. النيتروجين التفاعلي هو جزء من مادة نظامنا الشمسي وجزء من الرياح الشمسية، ومصدر للنيتروجين التفاعلي على القمر والمريخ. قد ينشأ النيتروجين التفاعلي أيضًا كتأثير البرق أو النشاط البركاني وقد تحدث كلتا العمليتين على المريخ. يشير هذا إلى إمكانية وجود النيتروجين التفاعلي من حيث المبدأ. ومع ذلك، لم يكن المريخ باثفايندر قادرًا على اكتشاف النيتروجين التفاعلي. وبالتالي فإن الوجود الفعلي لكميات كبيرة من النيتروجين التفاعلي يظل غير مؤكد. يمكن حل غياب النيتروجين التفاعلي الكافي باستخدام أنواع تثبيت النيتروجين. في التعايش مع البكتيريا، تكون مثبتات النيتروجين هذه قادرة على ربط النيتروجين من الهواء وتحويله إلى نترات، وهي عملية تتطلب وجود النيتروجين في الغلاف الجوي. ومع ذلك، لا يوجد غلاف جوي على القمر، وهو موجود في حده الأدنى فقط ويحتوي على آثار من النيتروجين. هناك تقارير منشورة عن أول تجربة خاضعة للرقابة واسعة النطاق للتحقيق في إمكانية زراعة النباتات في المريخ ومحاكاة تربة القمر. تظهر النتائج أن النباتات قادرة على الإنبات والنمو على كل من المريخ والقمر لمحاكاة التربة لمدة 50 يومًا دون إضافة أي مغذيات. كان النمو والازدهار على محاكاة الثرى المريخية أفضل بكثير من محاكاة الثرى على القمر بل وحتى أفضل قليلاً من تربة النهر الفقيرة المغذية. المنعكسات الحجرية (نبات بري)؛ محاصيل الطماطم والقمح والخشب؛ وكان أداء حقل الخردل في حقل السماد الأخضر جيدًا بشكل خاص. الثلاثة الأخيرة مزهرة، كما أنتج حب الرشاد وخردل الحقل البذور. أظهرت النتائج أنه من الممكن من حيث المبدأ زراعة المحاصيل وأنواع النباتات الأخرى في محاكاة التربة المريخية والقمرية. ومع ذلك، تظل العديد من الأسئلة حول قدرة المحاكاة على تحمل المياه والخصائص الفيزيائية الأخرى وأيضًا ما إذا كانت المحاكاة تمثل التربة الحقيقية.

## البركلورات
إن وجود البركلورات في التربة يجعل زراعة الخضروات على المريخ صعبة بشكل خاص. نظرًا لعدم وجود طبقة أوزون على المريخ، تخترق الأشعة فوق البنفسجية سطح الكوكب. تصبح البركلورات سامة عند تعرضها للأشعة فوق البنفسجية، مما يؤدي إلى تدمير البكتيريا في غضون دقائق من التعرض. تشير الأبحاث إلى أن أكاسيد الحديد وبيروكسيد الهيدروجين الموجودة في التربة على سطح المريخ تزيد من سمية البركلورات.يتركز المستوى العالي من البركلورات الموجود على المريخ (0.05٪ بالوزن) بدرجة كافية بحيث يكون سامًا للإنسان والمحاصيل، ويمكن استخدامه كوقود للصواريخ.تشير الدراسات إلى أن التركيزات المنخفضة من البركلورات المائية تثبط الطول والوزن ومحتوى الكلوروفيل وقوة الأكسدة للنباتات. يبدو أن أحد النباتات، إي كراسيبيس، يتمتع بدرجة عالية من التحمل لمادة البركلورات، وقد يكون نباتًا مثاليًا للنمو على المريخ.يمكن أن تتراكم البركلورات في أنسجة النباتات إذا نمت في وسط ملوث. نظرًا لأن الكميات الشحيحة تتداخل مع وظائف الغدة الدرقية لدى البشر، فإن وجود البركلورات في تربة المريخ يعد مشكلة مهمة يجب معالجتها قبل حدوث الاستعمار.

أعيد بناء حفريات قديمة عمرها 3.5 مليار سنة من تكوين بانوراما في منطقة بيلبارا في غرب أستراليا

تُظهر ملامح التربة من منطقة بيلبارا في شمال غرب أستراليا استنفادًا واضحًا للفوسفور. التمثيل الغذائي الشائع لبكتيريا الكبريت هو أكسدة الكبريتات مثل الجبس والباريت. هذه المعادن شائعة في تربة حمض الكبريتات اللاهوائية الموجودة على الأرض حاليًا وتعتبر سببًا محتملاً لتراكم الكبريتات في الأركيا القديمة. يعكس هذا الدليل الظرفية للحياة في الحفريات القديمة على الأرض خلال العصر الأركي، 3.42 إلى 3.46 جرام.

## أصل الحياة

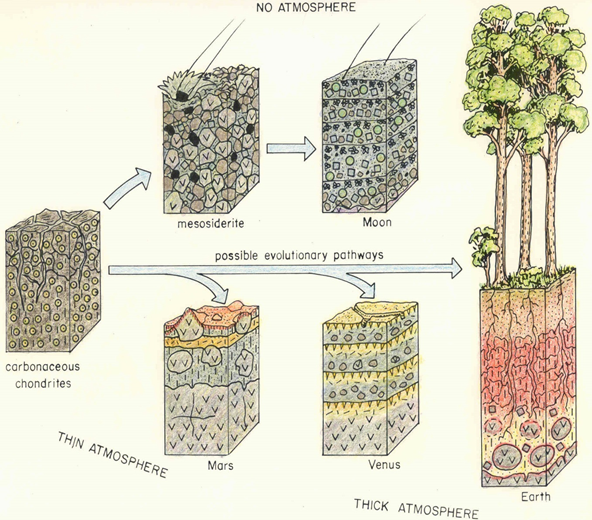
التطور الافتراضي لأنواع التربة على مختلف الأجسام الأم النيزكية والأسطح الكوكبية

النظرية القائلة بأن الحياة تطورت في التربة جذابة لأن التربة تحبس الماء بين حبيبات الطين، مما يوفر مجموعة من غرف التفاعل المجهرية. فقد تعزز هذه أيضًا تكوين المركبات العضوية من خلال الآليات الموضحة في تجربة يوري ميلر، بحيث تمت تغطية أسطح الكواكب بكوندريت كربوني. التربة الطينية والعضوية محمية من التعرية وبالتالي تستمر في إنتاج الطين والمواد العضوية. الحياة أحادية الخلية، عندما تتطور، كانت ستخدم أيضًا نفس الغرض من ربط التربة. لا تزال دورة التجوية توفر المكونات اللازمة للحياة، مما يعزز الحياة.